# Vadim Novinsky
Vadim Novinsky (ukrainien : Вадим Владиславович Новинський, russe : Вадим Владиславович Новинский), né le 3 juin 1963 à Staraïa  Roussa (Russie), est un homme d'affaires ukrainien, propriétaire  du Smart holding Group, également homme politique. Selon Forbes, sa fortune s'élève en mars 2013 à 1,9 milliard de dollars.

## Biographie
Vadim Novinsky est né le 3 juin 1963 à Staraïa Roussa en Russie de l'ex URSS. En 1985, il obtient son diplôme de l'Académie civile d'aviation de Leningrad. Il est marié et a trois enfants. 
De 1985 à 1986, il travaille pour différentes entreprises russes. Il part travailler en Ukraine en 1996 avec la compagnie pétrolière russe Lukoil. Il achète ensuite des entreprises spécialisées dans la métallurgie. 
Le 29 mai 2012, Vadim Novinsky, obtient la citoyenneté ukrainienne pour services rendus au pays sous l'ordre du Président ukrainien Viktor Ianoukovytch. À partir de ce moment, Vadim Novinsky s'installe à Kiev. Il a également une résidence à Saint-Pétersbourg en Russie. 
En tant que candidat indépendant, Vadim Novinsky remporte les élections parlementaires du 7 juillet 2013 dans la 224e circonscription de Sébastopol avec 53,41 % des voix. Le taux de participation est de 23,91 %. 
Avant ces élections, il avait précisé que s'il gagnait, il rejoindrait le Parti des régions. Il le fait le 5 septembre 2013. 

## Actifs
Avec plusieurs compatriote milliardaire, Vadim Novinsky possède le Smart Holding Group. En 2006, ils unissent leurs différentes entreprises spécialisée en métallurgie afin de créer cette grande entreprise. 
En 2007, ils échangent tous leur participation dans le groupe contre des actions à Metinvest, une société ukrainienne d'actifs miniers et de l'acier. Smart Holding Group détient alors 23,75 % du producteur de minerai de fer Metinvest. 
Smart Holding Group possède également des actifs importants dans le secteur du pétrole et du gaz, de la construction navale, dans l'agriculture et dans les banques Unex Bank et BM Bank. Ses revenus de 2011 s'élèvent à 14,2 milliards de dollars. 
Vadim Novinsky détient des parts dans la compagnie pétrolière et gazière Regal Petroleum et dans la chaîne de supermarché Amstor. 

## Intérêts
Vadim Novinsky s'implique dans différents projets caritatifs   et est le Président d'honneur du PFC Sébastopol. Le groupe Smart Holding investit également dans différents clubs sportifs. 
Il prend la défense de l'Eglise orthodoxe ukrainienne ,.